# Mathilda Brantström
Clara Gustava Mathilda Brantström, född 24 oktober 1811 i Norrköpings Hedvigs församling, död 27 februari 1882 i Hedvig Eleonora församling i Stockholm, var en svensk målare. Hon målade främst genretavlor och porträtt.
Brantström studerade konst i Louvren i Paris. Hon deltog framgångsrikt vid flera utställningar. Hon undervisade också i både teckning och målning, likväl som i språk, och var även aktiv som översättare. Hon blev 1855 suppleant i Svenska lärarinnors pensionsförening.
Hon finns representerad på Nationalmuseum med 13 tavlor.